# 后海灣

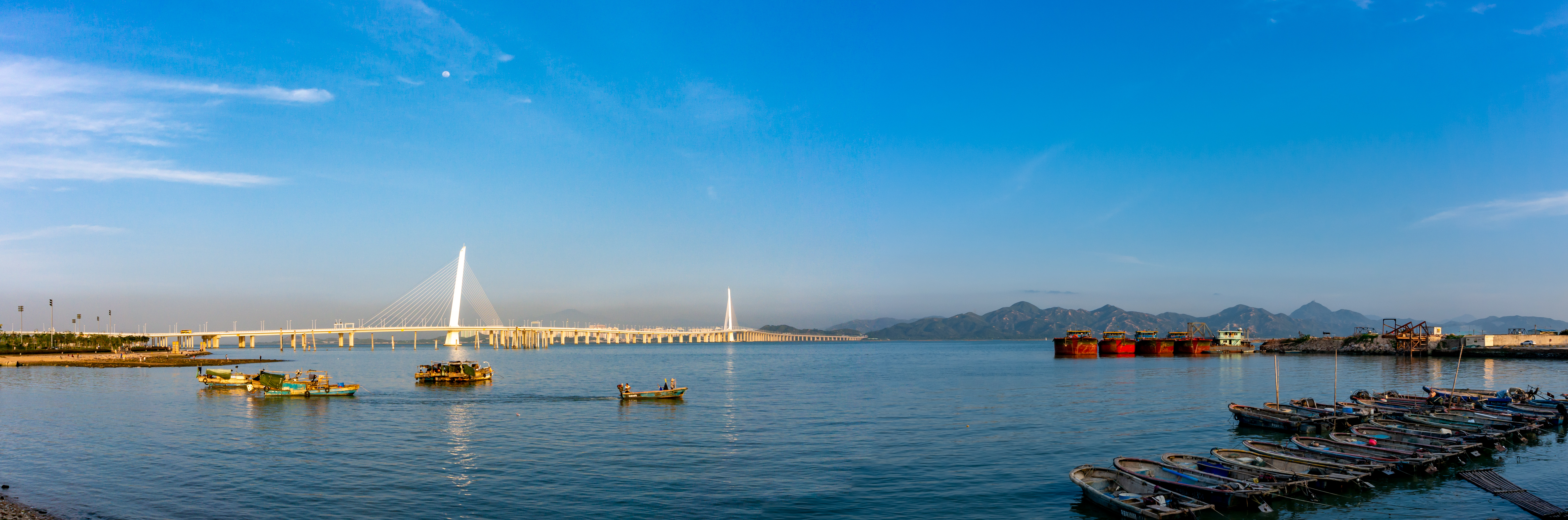
深圳湾大桥

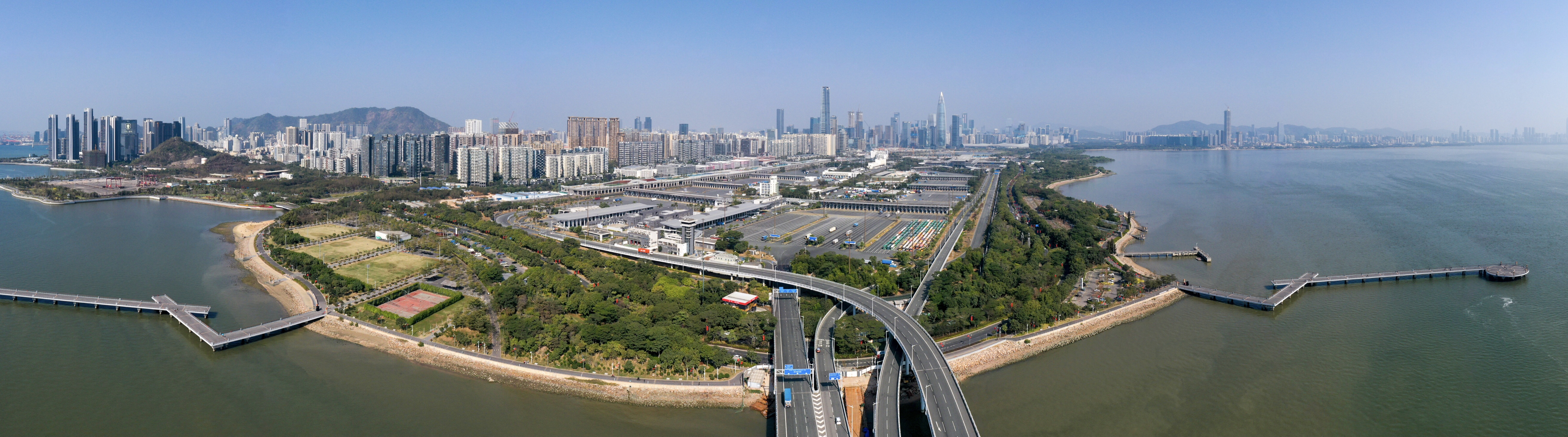
深圳湾公路大桥方向眺望深圳湾天际线，大桥连接深圳湾口岸（正前方），两侧绿地为深圳湾公园，左侧为蛇口方向，右侧为深圳湾区域

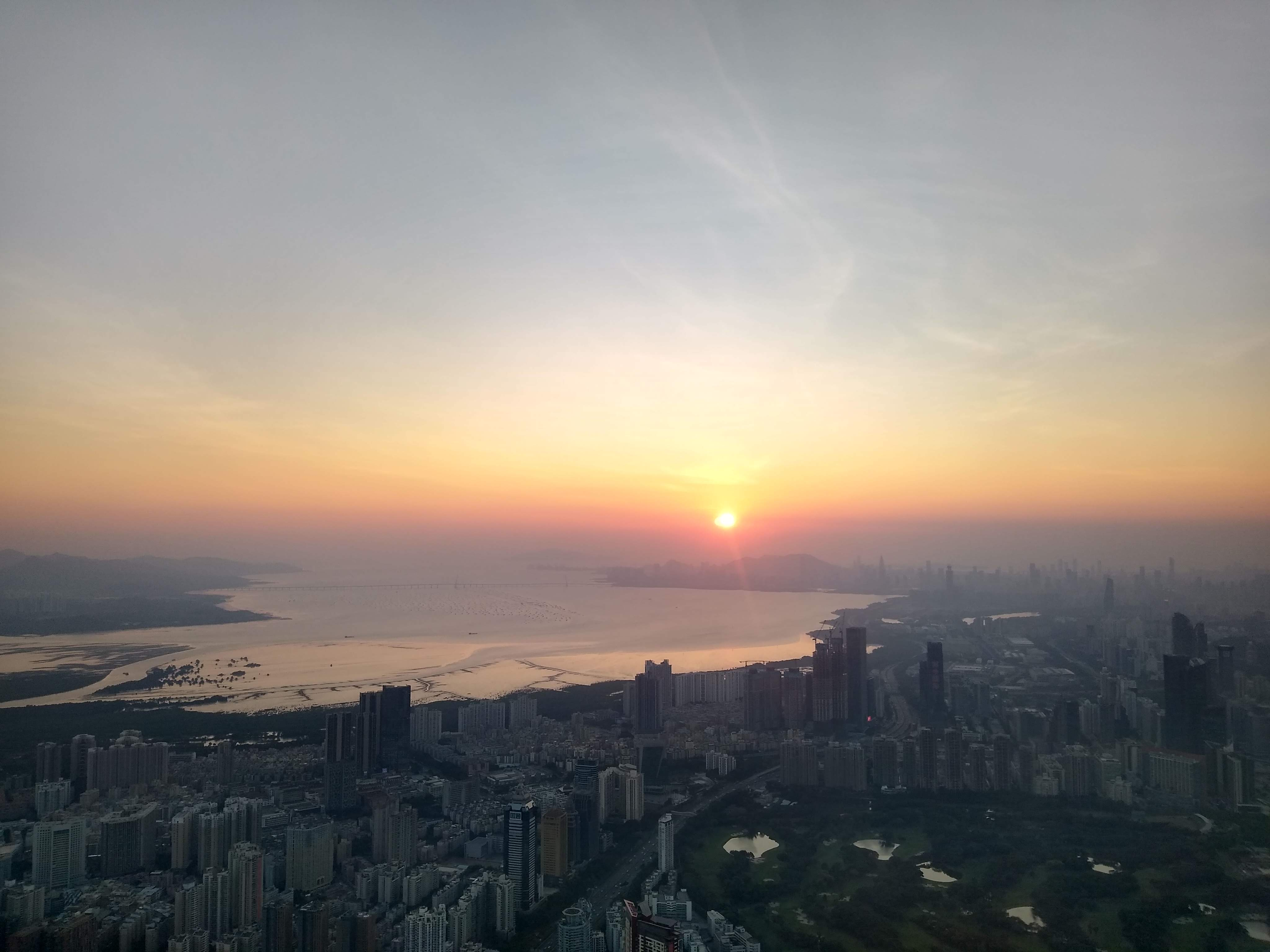
從深圳平安金融中心眺望后海灣

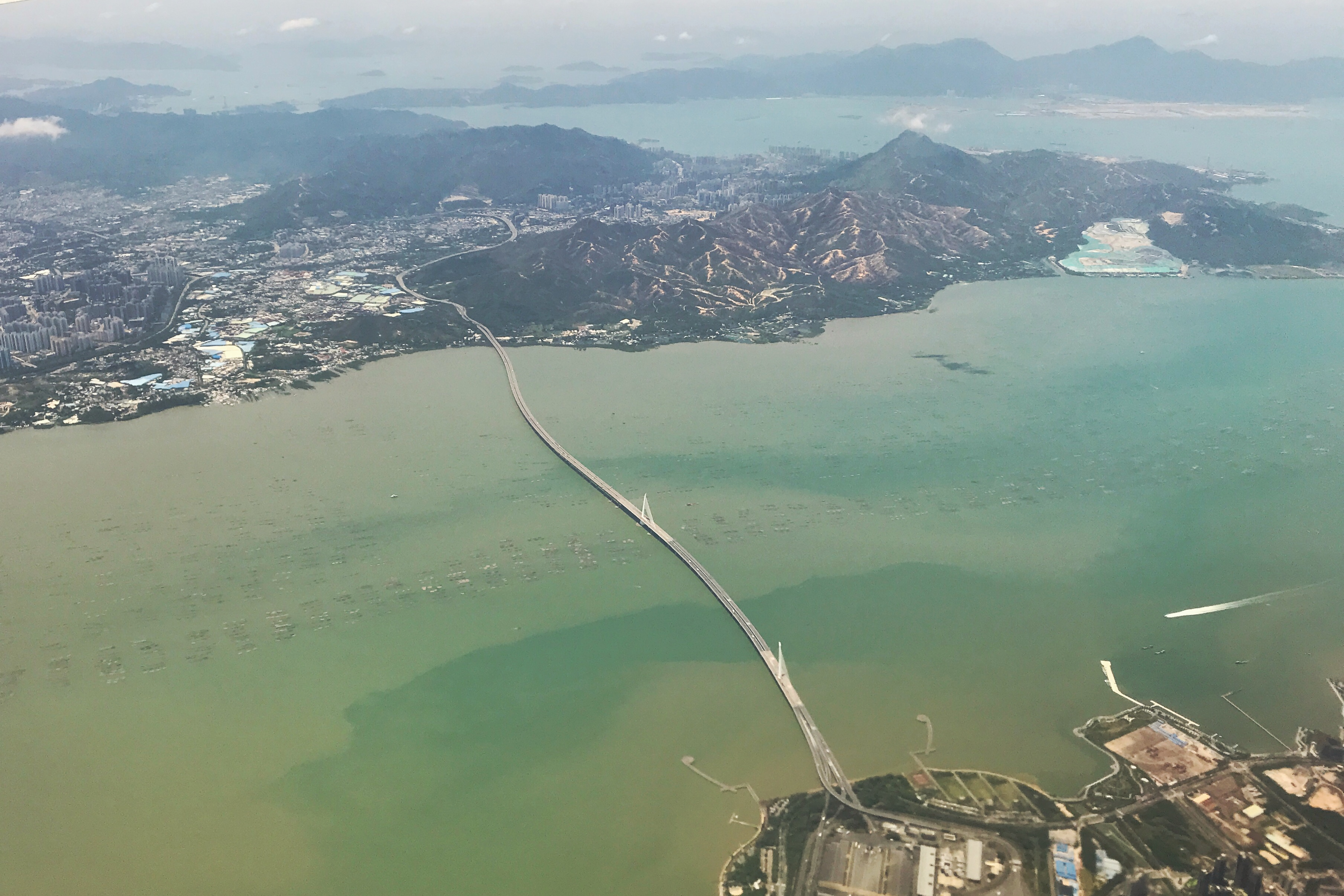
從空中俯瞰后海灣

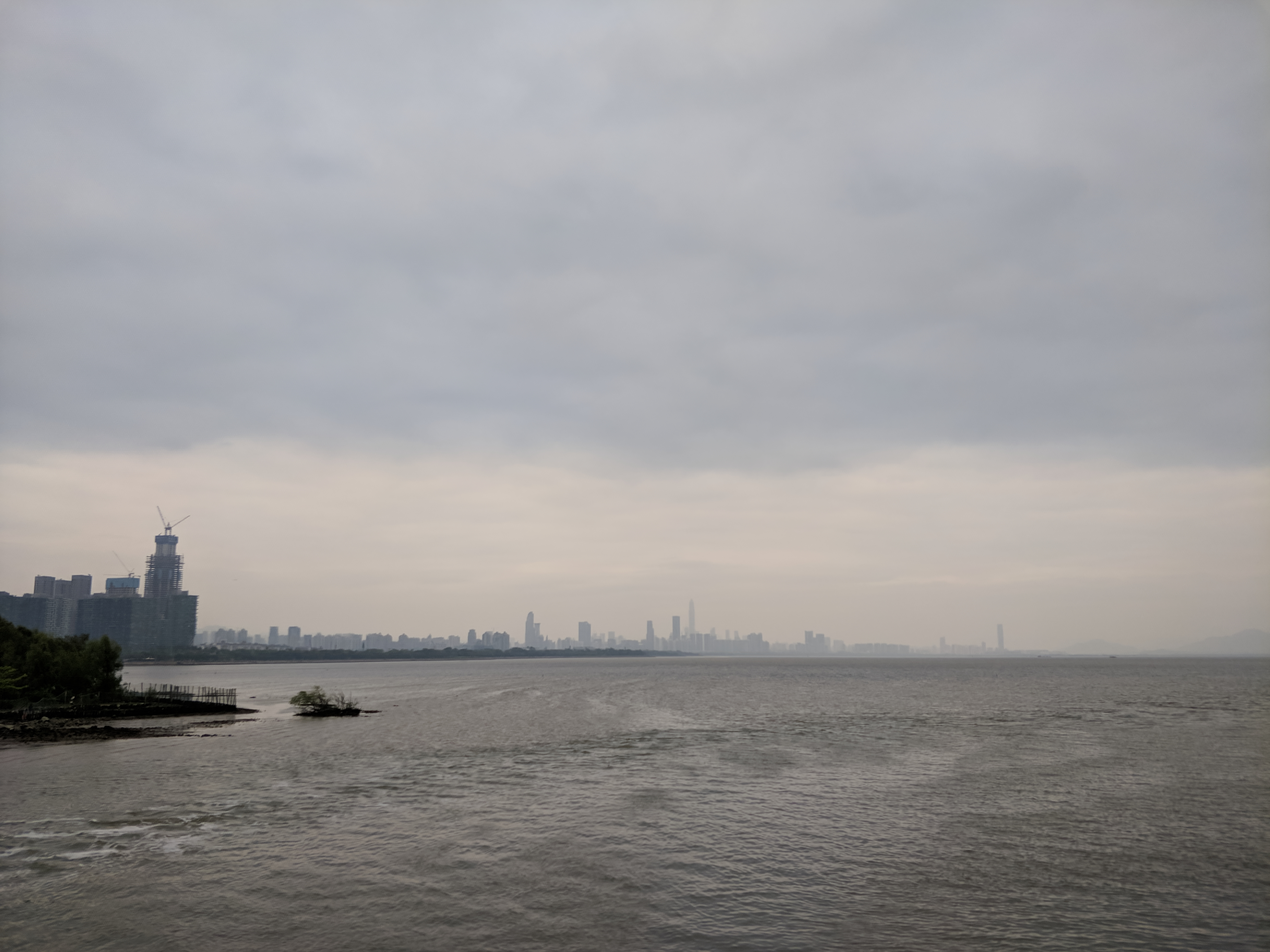
从深圳湾公园眺望深圳湾

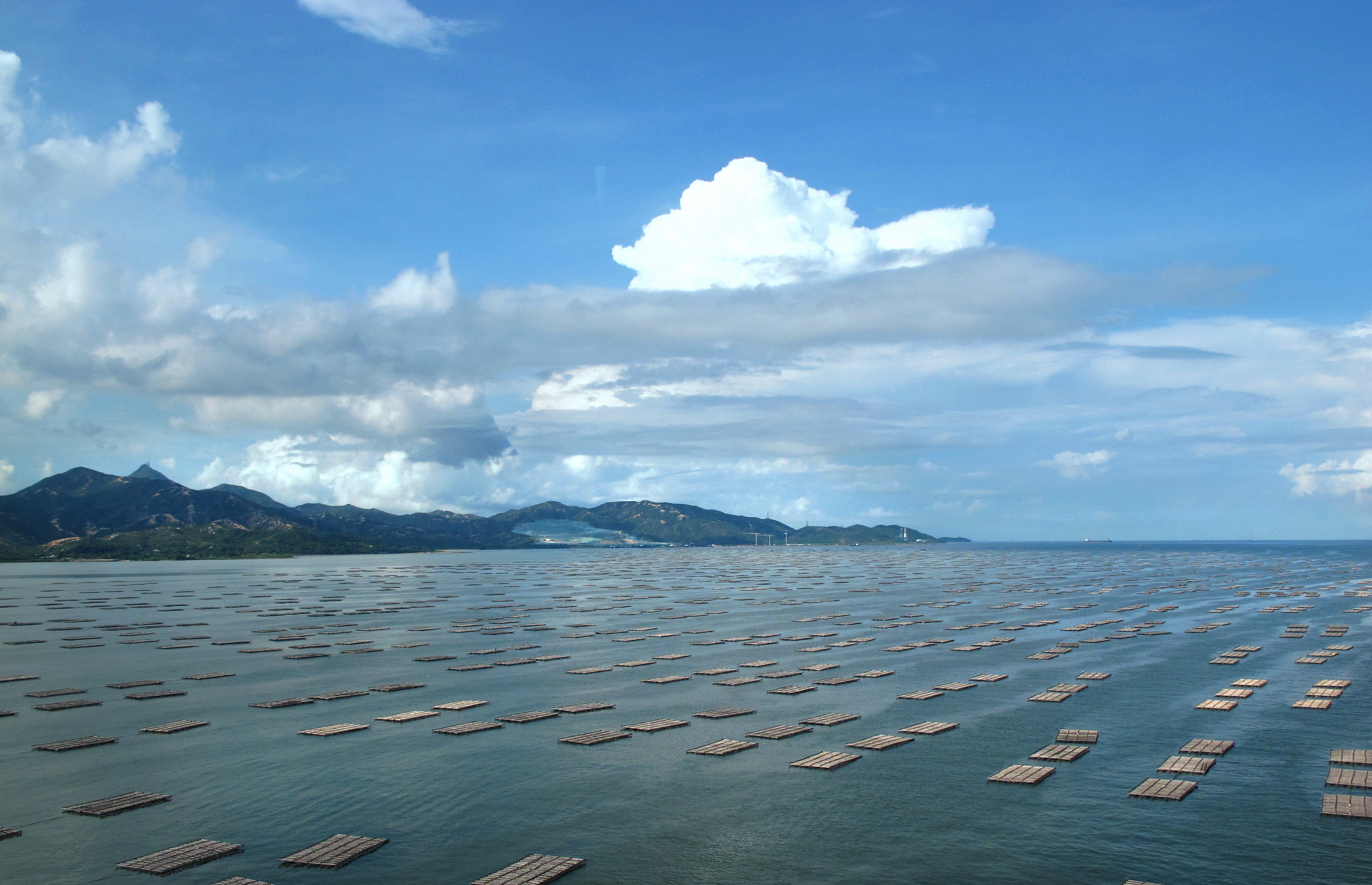
從深圳灣公路大橋觀賞的后海灣景色

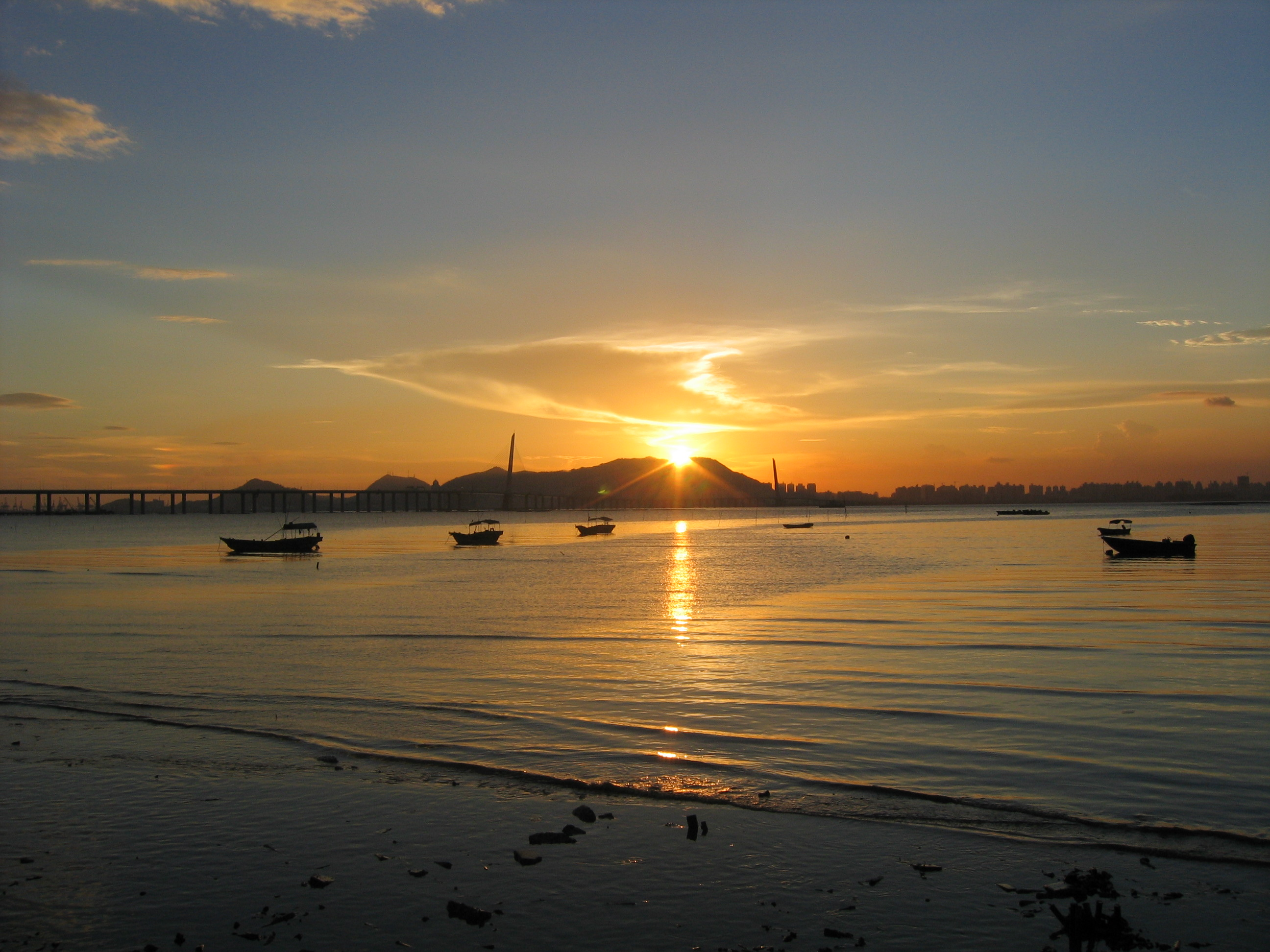
從流浮山觀賞的后海灣日落景色。遠處為深圳灣公路大橋

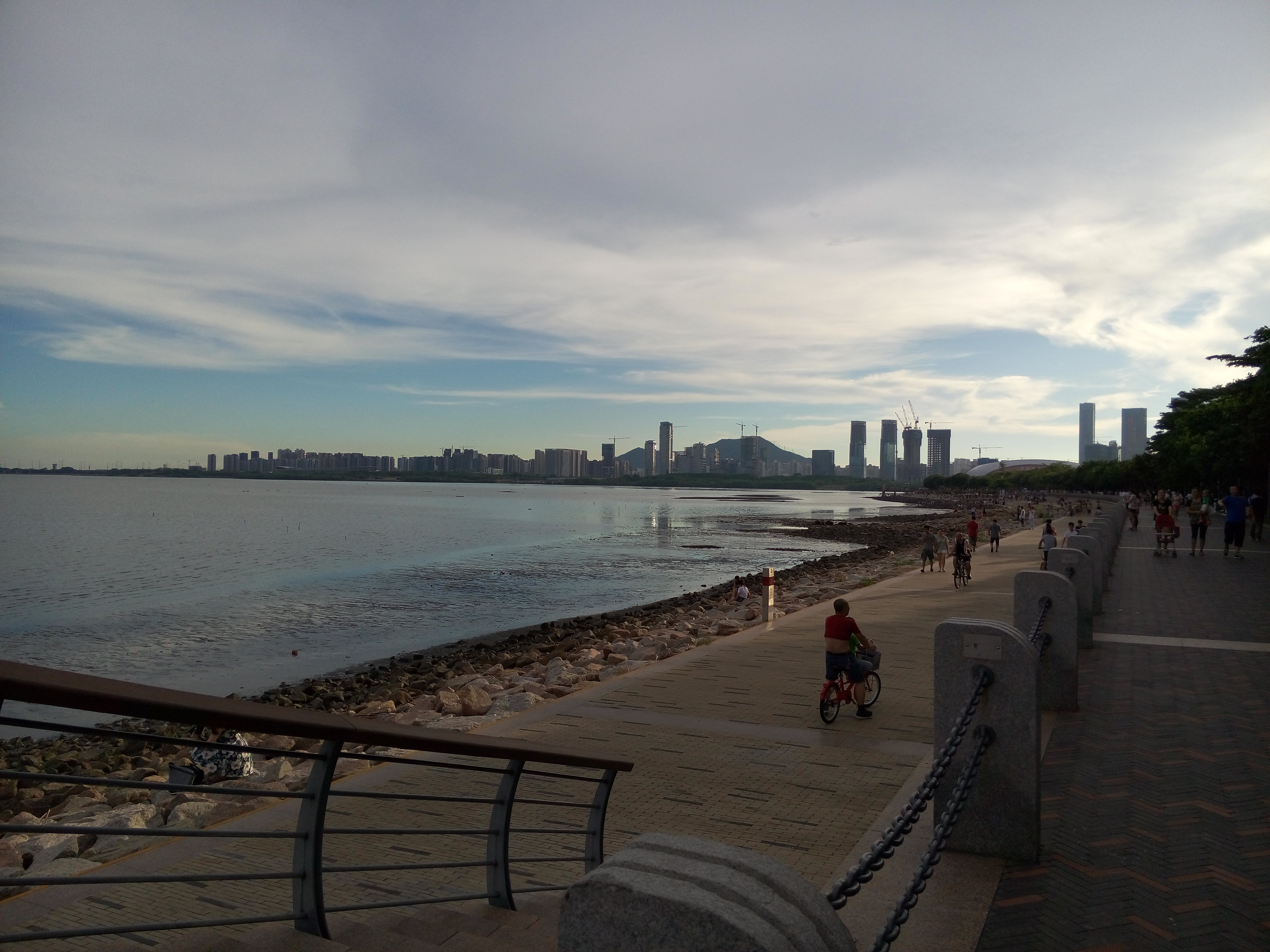
从深圳湾公园观赏的后海湾景色，远处为南山区

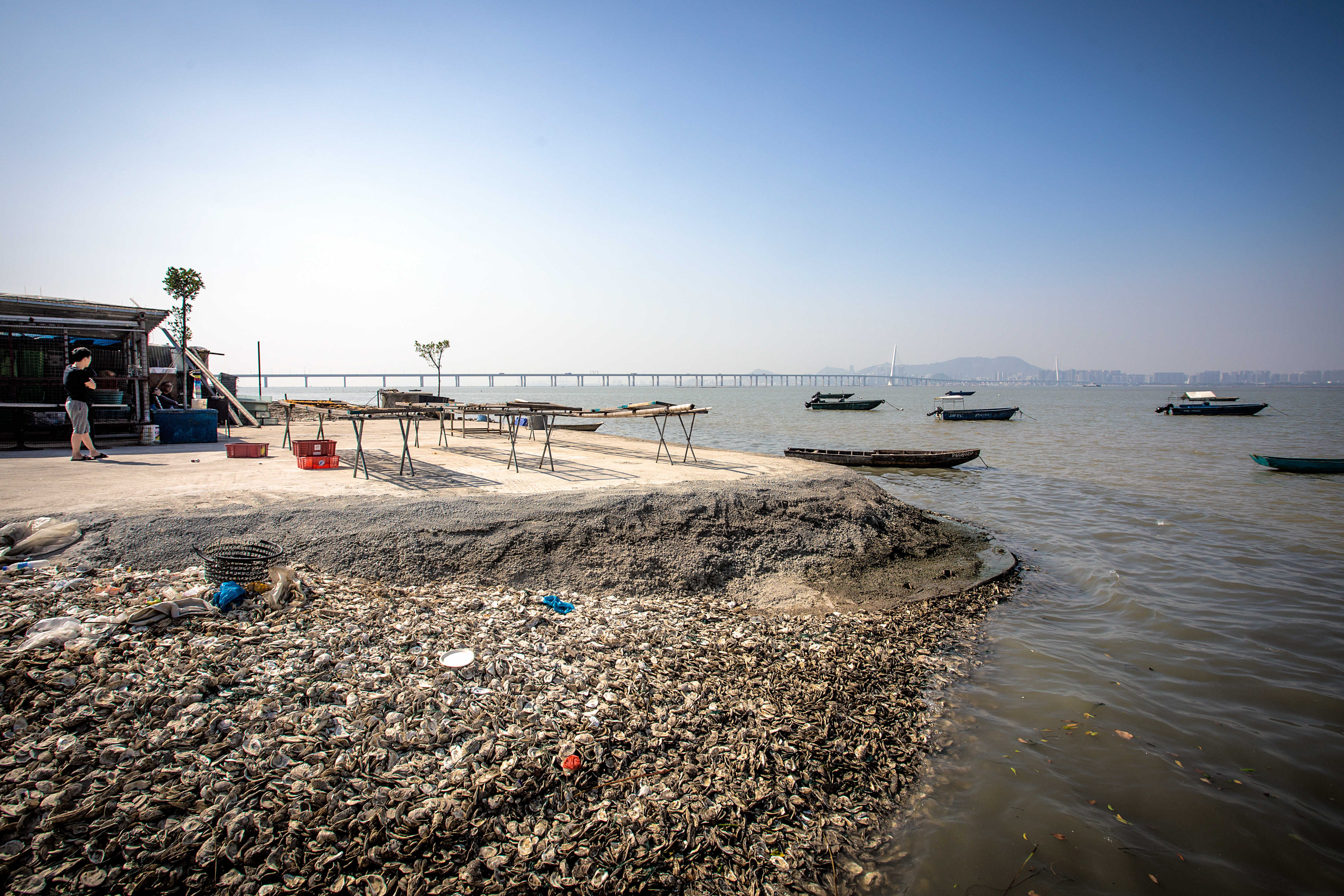
從流浮山望向后海灣

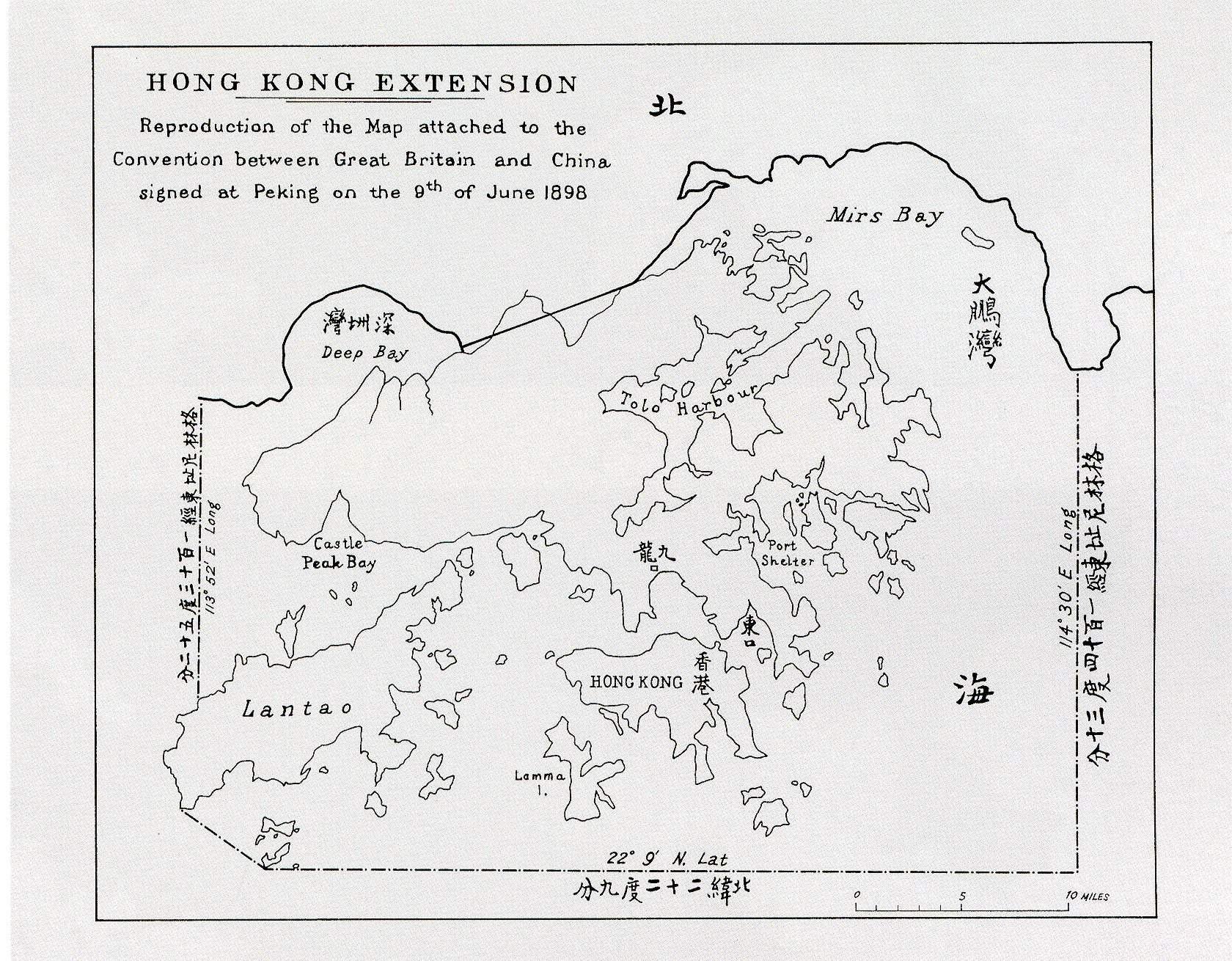
1898年的《展拓香港界址專條》中的深圳灣

現時香港全境地圖，可見特別行政區界的變化

（亦可根據英文的意譯稱作：深灣），又名，是香港和深圳市之間的一個海灣，準確位置介乎香港新界元朗平原西北方和廣東省深圳蛇口半島東南方之對開海域。
根據《展拓香港界址專條》，后海灣原來整個皆屬香港管轄。中華人民共和國成立後，宣稱在1950年代曾經採取行動實際控制了部分后海灣，寶安縣可管理沿岸約200米的範圍，但當時未得英國政府確立；及後，中方曾於1990年代，在后海灣進行填海造地工程。目前劃界是1997年7月1日香港主權移交後生效，香港后海灣水域有一半左右被劃入广東省範圍。而在2007年，香港政府重新租用前身為香港水域的深圳灣口岸港方口岸區，以實施一地兩檢，使香港疆界重新跨越深圳灣。

## 名稱
后海灣原稱「後海灣」，乃對應位處深圳蛇口半島另一面的前海灣。
清朝嘉庆年间就已有后海之名，当时新安县志卷之四《山水畧·水》载：“后海距城五里，通于海，东南即沙冈。其水中分，沙冈水源二支。东南由大帽山、红水山汇归穿鼻嘴，折而西；东由梧桐山逶迤而来，流至白鹤洲合流，归沙冈。绕护县城。”
然而，由於寶安縣居民將「後」寫作「后」（后是後的俗字），故約定俗成作「后海灣」，今香港仍用此名。
至於「深圳灣」，據《展拓香港界址專條》載：「......查按照粘附地圖所租與英國之地，內有大鵬灣、深圳灣水面，惟議定，該兩灣......」，可見當時已有「深圳灣」之名。今深圳用此名。有傳「深圳灣」一名是深圳政府方面單方面更改，乃誤。
2007年，跨越后海灣的深圳灣公路大橋通車。香港政府為統一大橋名稱，依循深圳方面使用「深圳灣」一詞，但「后海灣」仍是香港對該海灣的官方名稱，還有「后海灣幹線」的稱呼。

## 簡史
后海灣畔的鰲磡石曾經發現兩漢時期的青瓷器。
1949年，政府曾一度考慮於后海灣興建新機場取代啓德機場，並已完成勘查新慶村、沙江圍、鰲磡等村的土地和居民數目。興建工程於1951年因為中英雙方的政治問題遭煞停。該方案在1980年代初重新提出，計劃作為深圳和香港未來共同使用的機場，但該方案未獲深港兩地政府青睞，最終再次擱置，兩地其後亦各自選定黃田和赤鱲角作為新機場所在地。

## 保育與區域合作
隨着深港兩地的都市化發展以及沿岸進行之禽畜飼養活動，使后海灣的水體日益受到生活污水及禽畜廢物污染，有見及此，香港政府與广东省人民政府於1990年宣布把后海灣指定為必須優先合力保護和保育的地點。
后海灣內灣紀錄於《國際重要濕地名錄》之中，濕地極具生態價值。后海灣水域生態系統獨一無二，野生生物種類繁多，基於其重要生態價值，后海灣內灣以及米埔一帶於1995年被指定為「拉姆薩爾濕地」。
到了2000年，香港政府又與廣東省人民政府於「粵港持續發展與環保合作小組」之下成立了「大鵬灣及后海灣（深圳灣）區域環境管理專題小組」，以加強合作，保護后海灣和大鵬灣的水環境。而為提升水質，兩地政府又制訂《后海灣（深圳灣）水污染控制聯合實施方案》，載明了兩地政府分階段推行的污染控制措施，主要透過拓建和優化污水基礎設施，減少污水排入后海灣，並定期回顧方案以評價成效和制訂所需之增補措施。目前排入后海灣的污染量已經削減，2000年代中期以後，后海灣及入灣河道水質正持續改善。
過去由於有著來自珠江及深圳河的淡水與南中國海的海水交匯，很適合紅樹林生長，所以當地的漁產（如基圍蝦）和蠔產都十分豐盛。隨着香港農業式微，元朗一帶荒廢的魚塘和水稻田都回復濕地的原貌，成為了雀鳥的天堂。

## 水域非法活动

### 非法入境
1950年代以前，中國大陸居民可以由深港陆地边界自由進出香港，當時的香港殖民地政府為了阻止大量的大陸難民湧入，遂在陸上設立邊境關卡和強制簽證才能進入香港範圍，要循陸路入境香港因此變得不容易，故當時有很多非法入境者改為以水路經后海灣偷渡潛入，並在流浮山一帶登岸。

### 海盜活動
后海灣水域由於靠近華界的蛇口，海盜活動在1960年代及以前一度猖獗，過去曾經經常有華界海盜越界進入后海灣水域，擄劫香港漁民作為人質及搶奪生蠔等事件。

## 事件
1970年9月1日，流浮山養蠔戶曾牛及其兒子曾炳南、曾早興遭中共武裝分子擄走，武裝分子在英界后海灣水域內，把曾牛開槍射殺，曾炳南則遭割掌生劏（參見流浮山慘案）。
2010年7月27日上午9時，后海灣和新界西一帶地區正下著大雨，並夾雜雷暴。在強對流的天氣情況下，后海灣最少出現三條水龍捲，持續十多分鐘才消散，香港天文台位於赤鱲角機場的氣象中心工作人員亦觀察到這些水龍捲。這是一周內香港水域第二次出現水龍捲現象。
2010年11月19日下午2時42分，后海灣附近（北緯22.5度，東經113.9度），即香港天文台之西北約35公里，發生黎克特制2.8級地震（修定麥加利地震烈度表的第四度），深港兩地民眾都感受到震動。

## 外部連結
维基共享资源上的相關多媒體資源：后海灣